# Vincent Lafforgue
Vincent Lafforgue (Antony (Hauts-de-Seine), 20 de janeiro de 1974) é um matemático francês. É desde 1 de setembro de 2010 "Directeur de Recherches" da Universidade de Orléans.
Lafforgue participou da Olimpíada Internacional de Matemática. É o irmão mais jovem do Medalhista Fields Laurent Lafforgue.
Foi palestrante plenário do Congresso Internacional de Matemáticos no Rio de Janeiro (2018: Global Langlands parameterization and shtukas for reductive groups).